# Brandenburgische Motorenwerke
Die Brandenburgische Motorenwerke GmbH (kurz Bramo) war ein von 1936 bis 1939 tätiges deutsches Unternehmen zur Entwicklung und Produktion von Flugmotoren in Berlin-Spandau. Sie besaß in Basdorf eine Filiale und eine Reihenhaussiedlung.

## Geschichte
Die Firma entstand schrittweise aus dem Flugmotorenwerk von Siemens & Halske, das im Ersten Weltkrieg im Blockwerk I (Berlin-Siemensstadt) die Produktion aufnahm. Ab 1926 wurde diese Abteilung in die eigenständige Firma Siemens-Flugmotorenwerk, Berlin-Spandau ausgegliedert und 1933 Teil der neuen Siemens Apparate und Maschinen GmbH (SAM). 1936 wurde die Flugmotorenproduktion als Brandenburgische Motorenwerke GmbH aus der SAM herausgelöst und an das Deutsche Reich verkauft, das zuvor eine umfangreiche Werkserweiterung gefordert hatte, die Carl Friedrich von Siemens jedoch ablehnte.
Im Zuge weiterer staatlicher Konzentrationsforderungen kauften 1939 die Bayerischen Motoren Werke die Brandenburgische Motorenwerke GmbH und führten den Berliner Standort als BMW-Flugmotorenwerke Brandenburg GmbH weiter. Heute ist an diesem Standort das BMW Motorradwerk beheimatet.
In Basdorf nördlich von Berlin, heute ein Ortsteil von Wandlitz, gab es ein Zweigwerk, das „Werk 9“ von BMW in Berlin-Spandau, das als Zulieferer der Motorenproduktion arbeitete. Für die Beschäftigten wurde dort eine Reihenhaussiedlung errichtet. Am 22. März 1944 wurde das Werk in Basdorf durch die Alliierten bombardiert.